# 春日プロ
株式会社春日プロ（かすがプロ）は、日本の音楽事務所。
1967年4月に株式会社春日プロモーションとして設立、歌手・春日八郎のマネージメント会社として春日八郎自らにより発足した。1991年10月22日に春日八郎が他界したため、1992年より新生春日プロモーションとして再出発。タレントの発掘と育成、マネージメント業務を行う。2003年5月に、現社名へ変更した。
注意事項：春日プロは、2012年10月、本ページに記載の事務所が老朽化、および社長の引退のため、下記のように業務を分割した。
春日八郎関係：春日八郎偲ぶ会。
新人育成および公演：(有)シディーミュージック

## 役員
- 代表取締役：田村友美

## スタッフ
- 麻峰良介
  - 音楽プロデューサー、作詞作曲家、ボーカルトレーナー
- 奥寺　陽
  - 作曲・編曲
- 渡辺雄一郎
  - 作曲・プロデューサー（ポップス担当）
- 大野かつみ
  - 作曲・ボーカルトレーナー
- 森元征央
  - 作詞・作曲
- 根津義正
  - 印刷媒体デザイン、印刷
- 田中一悟（出典：Wikipedia）ニチエンプロダクション所属
  - 音響技術、その他企画

## 所属歌手
- 峯とも子
  - 主な作品：女の人生、この恋ひとつ
- 小林のりお
  - 主な作品：昭和いぶし銀
- 吉　航太郎
  - 主な作品：ひとり屋台酒
- 橋宏之
  - 主な作品：浪花恋歌、愛する妻への手紙
- 愛　たまみ
  - 主な作品：運命のマジック
- 宅見　綾
  - 主な作品：思い出はやさしすぎて
- 中山さゆり
  - 主な作品：炎恋情

## 活動
- 小美玉市と協力関係にあり、著名歌手によるコンサートを企画、公演
- 全国歌仲間連合会の大会を毎年開催
- 春日八郎偲ぶ会を後援
- 新人歌手の育成を随時実施
- ボーカルトレーニング・カラオケ塾の運営、講師派遣
- 所属歌手の持ち歌を作詞・作曲・編曲
- CD、カセットテープ等の制作
- 故春日八郎関連業務

## 関連会社・団体
- （有）シディーミュージック
- 全国春日八郎偲ぶ会
- 全国歌仲間連合会